# ISO 3166-2:LI

Die elf liechtensteinischen Gemeinden

Die Liste der ISO-3166-2-Codes für  Liechtenstein enthält die Codes für die elf Gemeinden Liechtensteins.

Die Codes bestehen aus zwei Teilen, die durch einen Bindestrich voneinander getrennt sind. Der erste Teil gibt den Landescode gemäß ISO 3166-1 (für  Liechtenstein LI), der zweite den Code für die Gemeinde wieder.
Die aktuellen Codes stehen auf der Seite der ISO unter #iso:code:3166:LI zur Verfügung.

| Gemeinde     | Code  |
| ------------ | ----- |
| Balzers      | LI-01 |
| Eschen       | LI-02 |
| Gamprin      | LI-03 |
| Mauren       | LI-04 |
| Planken      | LI-05 |
| Ruggell      | LI-06 |
| Schaan       | LI-07 |
| Schellenberg | LI-08 |
| Triesen      | LI-09 |
| Triesenberg  | LI-10 |
| Vaduz        | LI-11 |